# Чепурово
Чепурово — деревня в Сокольском районе Вологодской области на реке Глушица.
Входит в состав Нестеровского сельского поселения, с точки зрения административно-территориального деления — в Нестеровский сельсовет.
Расстояние по автодороге до районного центра Сокола — 35 км, до центра муниципального образования Нестерова — 4 км. Ближайшие населённые пункты — Нестерово, Левково, Деревенька, Дмитриково, Угол.
По переписи 2002 года население — 4 человека.